# اشیوا بورس
اشیوا بورس که با نام اشیوا دوم نیز شناخته می‌شود، شاهزاده جلیل در پادشاهی اورشلیم از سال ۱۱۵۸ تا ۱۱۸۷ میلادی بود. در باب مشخص‌ بودن والدین وی اختلاف نظری میان مورخان وجود دارد. با این حال وی در شاهزاده جلیل، والتر سنت اومر، در مارس ۱۱۵۹ ازدواج کرد. با مرگ والتر در اوایل سال ۱۱۷۴، اشیوا با ریمون سوم، کنت طرابلس ازدواج کرد که آنها از این ازدواج صاحب فرزندی نشدند. 